# إد فيتزباتريك
إد فيتزباتريك (بالإنجليزية: Ed Fitzpatrick)‏ هو لاعب كرة قاعدة أمريكي، ولد في 9 ديسمبر 1889 في لويستاون في الولايات المتحدة، وتوفي في 23 أكتوبر 1965 في بيت لحم في الولايات المتحدة.

## وصلات خارجية
- إد فيتزباتريك على موقعبيزبول رفرنس.كوم (الدوري الرئيسي) (الإنجليزية)
- إد فيتزباتريك على موقعبيزبول رفرنس.كوم (الدوري الثانوي) (الإنجليزية)